# Гребень (виноград)
Гребень — скелет виноградной грозди, образующийся из оси соцветия со всеми разветвлениями. Состоит из главной оси, от которой отходят ответвления 2, 3, иногда 4-го порядков. Ответвления высшего порядка оканчиваются плодоножками. Степень развития и характер разветвлений гребня предопределяют форму грозди.
Процентное содержание гребня в грозди зависит от сорта винограда, степени зрелости винограда и экологических условий; колеблется от 1 до 8,5 % и составляет в среднем 3,5 % от массы грозди. Анатомическое строение гребня сходно со строением междоузлий молодого побега. В раннем возрасте гребень содержит значительное количество хлорофилла и способен к фотосинтезу, протекающему очень медленно из-за слабого освещения и малого количества устьиц. С ростом ягод усиливается нагрузка на гребень и в его разветвлениях увеличиваются механические ткани (либриформ, перицикловые тяжи); происходит разрастание мягкого луба, что обеспечивает приток к ягодам большого количества пластических веществ. При полной зрелости ягод у большинства сортов винограда гребень пропитывается лигнином, суберином и древеснеет. У некоторых сортов (Мускат гамбургский, Коарна нягрэ и др.) гребень остается травянистым и ломким. Гребни богаты дубильными веществами; значительная часть сухого вещества приходится на целлюлозу и гемицеллюлозу, среди минеральных веществ доминирует калий.
Одним из направлений использования гребней является экстрагирование фенольных, красящих и других экстрактивных веществ и получение водно-спиртовых экстрактов. Их применяют в производстве безалкогольных и слабоалкогольных напитков. Гребни используют в виноделии для получения гребневого сусла и приготовления вин по кахетинскому способу.
Другое направление — производство белкового корма — дрожжевой массы из виноградных гребней и выжимок.